# Хоа-Бинь
Культура Хоа-Бинь — субнеолитическая археологическая культура Индокитая. Термин был введён французскими археологами, работавшими в Северном Вьетнаме, по названию провинции, в которой были обнаружены первые находки. Характеризуется по внешнему виду каменных орудий труда, датируется периодом IX—III тысячелетия до н. э. Вначале предполагалось, что найденные артефакты созданы определённой этнической группой, но позже было установлено, что аналогичные артефакты создавались на обширных территориях, занятых разными этносами.
Культура Бак-Шон обычно считается частью культуры Хоа-Бинь, существовавшей в VII—V тысячелетиях до н. э.

## История открытия
Первые результаты раскопок в провинции Хоабинь были опубликованы в 1927 г. Описанная культура создавала примитивные каменные орудия труда, часто обработанные только с одной стороны, которые позже получили название суматралитов. Кроме них носители культуры широко использовали орудия из кости. Всего было найдено 82 артефакта 28 типов.
К 1970 г. определение первооткрывателей было уточнено. Культуру Хоа-Бинь было предложено характеризовать по:
1. артефактам, преимущественно обработанным только с одной стороны, изготовленным из гальки путём скола,
2. жерновам, изготовленным из гальки, часто с примесью оксида железа,
3. большому количеству использованных каменных сколов,
4. сходным остаткам пищевых продуктов, состоящих из раковин ныне вымерших моллюсков, рыбы и мелких животных,
5. стоянкам в горах близ источников пресной воды, часто в карстовых пещерах,
6. керамике с шнуровым орнаментом, вероятно, заимствованной, которая появляется в последний период существования культуры.

В 1994 г. на конференции в Ханое вьетнамские археологи представили доказательства существования культуры Хоа-Бинь уже 17 тыс. лет назад. Конференцией было предложено считать, что Хоа-Бинь — скорее традиция изготовления орудий труда, чем археологическая культура.

## Палеогенетика
У образца La368 (около 7888 лет назад) из Лаоса определена Y-хромосомная гаплогруппа C и митоходриальная гаплогруппа M5.

## География
Сравнительно много (120) стоянок найдено во Вьетнаме, но это скорее отражает активность исследователей, чем плотность населения доисторической культуры или положение её географического центра. Другие стоянки обнаружены на Суматре, в Лаосе, Таиланде, Мьянме и Камбодже. Некоторые археологи считают, что культура распространялась также до южного Китая, Тайваня, Непала и Австралии.

## Одомашнивание растений
Честер Горман (1970 г.) указывал, что в Пещере духов в Таиланде обнаружены остатки многочисленных растений: миндаля, бетеля, бобовых, тыквы-горлянки, каштана, перца, кабачков, огурцов и др., которые датируются 9800 — 8500 гг. до н. э. Хотя ни одно растение не отличается от дикого типа, Горман предполагал, что здесь имело место раннее одомашнивание перечисленных растений. Это мнение было поддержано другими исследователями Пещеры духов.